# دوبوا ۲۰۶۲۴۱
سیارک ۲۰۶۲۴۱ (به انگلیسی: 206241 Dubois، نامگذاری:2002WM28) دویست و شش هزار و دویست و چهل و یکمین سیارک کشف شده‌است که در ۲۴ نوامبر ۲۰۰۲ کشف شد.